# Штрикер, Саломон
Саломон Штрикер (нем. Salomon Stricker; 1 января 1834, Нейштадт — 2 апреля 1898, Вена) — австро-венгерский биолог, эмбриолог, анатом и гистолог.

## Биография и деятельность
Изучал медицину и естественные науки в Венском университете. Завершив образование, поступил ассистентом к Эрнсту Вильгельму фон Брюкке на кафедру физиологии. В 1862 году защитил докторскую диссертацию по эмбриологии и с этого же года читал лекции по эмбриологии в качестве приват-доцента Венского университета. В 1866 году стал адъюнктом и был допущен к проведению экспериментов в университетской клинике. В 1868 году был назначен экстраординарным профессором и директором факультета общей и экспериментальной патологии там же. В 1872 году получил звание ординарного профессора.
Работал над развитием и гистологией низших позвоночных, над кровообращением в капиллярах, экспериментальной патологией, написал и издал учебник гистологии, считавшийся в те времена одним из лучших. Ему приписываются открытия диапедеза эритроцитов и сократимости стенок сосудов, он также занимался исследованиями гистологии роговицы глаза и клеточного деления.

## Труды
Главные работы:
- «Entwicklungsgeschichte von Bufo cinereus bis z. Erscheinen der äusseren Kiemen» («Sitz. ber. Wiener Akad.», 1860);
- «Untersuchungen über die Entwicklung des Kopfs der Batrachier» («Archiv f. Anatom.», 1864);
- «Untersuchungen über die Entwicklung der Bachforelle» («Sitz. ber. Wiener Akad.», 1865—1866);
- «Studien über den Bau und das Leben der capillaren Blutgefässe» (Вена, 1865);
- «Beiträge zur Kenntnis des Hühnereies» («Sitz. ber. Wiener Akad.», 1866);
- «Handbuch der Lehre von den Geweben der Menschen u. der Thiere» (вместе с Кюне, Вальдейером, Максом Шульце и другими, Лейпциг, 1871—1872; перевод на русский язык Заварыкина под заглавием: «Руководство к учению о тканях человека и животных», СПб, 1872);
- «Beobachtungen über die Entstehung des Zellkernes» (Вена, 1877).